# Lupa Roma Football Club
A Lupa Roma Football Club, melhor conhecida como Lupa Roma, é uma equipe de futebol Italiana com sede na cidade de Roma. Milita na Lega Pro, terceira divisão do campeonato italiano.
Fundada em 1974, era a principal equipe de futebol de Frascati  até 12 de junho de 2013, quando a equipe se transferiu oficialmente para Axa (Roma) abandonando definitivamente a denominação de Lupa Frascati. No curso dos  anos a denominação da equipe muda varias vezes, até adquirir a atual.
Disputa as partidas como mandante no estádio Quinto Ricci, com capacidade para 2 554 pessoas.
No final dos anos setenta viveu um dos momentos mais altos da sua historia: depois de conquistar o segundo posto na Serie D 1977-1978 que lhe valeu a promoção nas categorias profissionais, no ano seguinte conseguiu o quinto posto na Serie C2. Todavia, o ponto alto histórico absoluto desse clube é muito mais recente, ao se qualificar para disputar o campeonato unificado da Lega Pro (terceiro nível do futebol italiano) graças a promoção obtida do campeonato da Serie D na Temporada Anterior.